# Cyphastrea hexasepta
Cyphastrea hexasepta là một loài san hô trong họ Faviidae. Loài này được Veron Turak & DeVantier mô tả khoa học năm 2000.